# System Profiler
System Profiler — утиліта, що поставляється з Mac OS X. Збирає та відображує технічну інформацію про все встановлене апаратне забезпеченням, пристрої, накопичувачі, додатки, системні налаштування, системне програмне забезпечення, розширення ядра. Інформація може бути експортованою як текст, RTF або plist XML. Ця інформація використовується для діагностування проблем. System Profiler може бути дуже корисним при спробі діагностувати проблему апаратного забезпечення. Користувач може надіслати інформацію прямо до Apple якщо хоче.
До системної інформації можна отримати доступ також через команду system_profiler в додатку Terminal. Для детальнішої інформації, використовується команда man system_profiler або <code system_profiler -h в терміналі.